# Sankaku Yanemachi Apart
Sankaku Yanemachi Apart (さんかく屋根街アパート?, Sankaku Yanemachi Apāto) conosciuto anche come Sankaku Yanemachi Apartment, è un manga scritto e disegnato da Sakura Fujisue. È stato serializzato dal 15 aprile 2015 al 1 novembre 2016 sulla rivista Be Love di Kōdansha e raccolto poi in quattro volumetti tankōbon.

## Trama
La storia prende il via dal trasferimento della protagonista Mizuki Ikuta, la quale, dopo aver studiato lontana da casa e non essere riuscita a trovare un lavoro, torna nel suo paesino natio nella campagna giapponese dove tutto è ancora intriso delle tradizioni del Paese e non si vivono i ritmi frenetici e consumistici della metropoli a cui Mizuki si era abituata. Nel villaggio Mizuki incontra il suo vecchio compagno di scuola Asahi, il quale la presenta a suo padre che la assume come apprendista nel suo laboratorio dove Mizuki dovrà realizzare delle gargolle di pietra. Non solo, l'appartamento che Mizuki prende in affitto è proprio di fianco a quello di Asahi, i due saranno quindi anche vicini di casa. Mizuki dovrà imparare ad adattarsi ai nuovi ritmi di vita semplici della campagna, reimparare le tradizioni che regolano l'esistenza nel villaggio, la calma dei lavori, l'euforia delle feste di paese, il contorno del verde e della natura e la forte spiritualità delle persone.